# Reprezentacja Australii w ice speedwayu
Reprezentacja Australii w ice speedwayu – grupa zawodników ice speedwaya reprezentujących Związek Australijski w sportowych imprezach międzynarodowych. Za jej funkcjonowanie odpowiedzialny jest Motorcycling Australia (MA).
W latach 1966–1973 w rozgrywkach o indywidualne mistrzostwo świata zawodnicy z Australii startowali jako reprezentanci Wielkiej Brytanii (de facto Wspólnoty Narodów).

## Historia
Pierwszym australijskim zawodnikiem występującym w lodowej odmianie sportu żużlowego był Geoff Mudge, wystąpił on w półfinale indywidualnych mistrzostw świata w 1970 rozgrywanych w Inzell. Zajął tam 16. miejsce. Mudge reprezentował wówczas Wielką Brytanię.
Jedynym reprezentantem Australii był Andrew Barrett, uczestniczący w eliminacjach IMŚ 2018. W rundzie kwalifikacyjnej rozgrywanej w fińskim Ylitornio zajął 17. miejsce, nie zdobywając punktów. W 2019 roku zawodnik ten wystąpił w indywidualnych mistrzostwach Finlandii, w rundzie kwalifikacyjnej w Seinäjoki zajął 10. pozycję i uzyskując 5 punktów, w finale rozegranym w Kauhajoki z 4 punktami na koncie ukończył rywalizację na 12. miejscu. Reprezentował wówczas klub SeMK Seinäjoki.